# Kachimba 1551
KACHIMBA es una banda japonesa de música. Tiene varias formas de presentarse:  KACHIMBA 4, KACHIMBA 1551 y KACHIMBA DX.
La palabra "kachimba" significa manantial en Latinoamérica. KACHIMBA 4 es el grupo constituido por los 4 componentes principales de la banda. KACHIMBA 1551 es la formación original cuya estructura orquestal está formada por 1 cantante, 5 instrumentistas de percusión, 5 instrumentistas de vientos y 1 cantante. Y KACHIMBA DX se refiere a la propia banda con la incorporación de otros miembros para ocasiones especiales.
KACHIMBA comenzó tocando música salsa y después mezclado con ritmo de música tradicional de Okinawa. 
-Kachimba se formó(1998.2) 
-"Los Naranjos fundada 75 años Festival" en Cuba(2001.4)
-Uchinanchutaikai (2001.10)
-actividades de turismo y grabación de más de la edición de abril de 2002 Cuba(2002.4)
-"Festival de Música Benimore". en Cuba (2003.9)
-Giras musicales en Singapur y Corea del Sur (2004.)
-46ª BID final de la reunión general(2005.5)
-"CUBADISCO" feria internacional de la música"(2005.5)
-"Japarate" Japón América en huéspedes victr Hugo(2006.4)
-"Sur Corea del Congreso de la Salsa" (tercera vez)(2006.7)
- 4º torneo Uchinanchutaikai (2006.10)
-"Salsa y Champloo"(2007.3)
-"Cuba Okinawa 100 aniversario de la inmigración" Isla de Fubentu(2007.10)
- Hong Kong "Festival de Okinawa en Hong Kong" concierto(2008.5)
- 10º aniversario de KACHIMBA (2008.10)
- Giras musicales en Estados Unidos, Canadá (2009.8)
- Producido el Apertura "Okinawa Asia Festival Internacional de Música musix"(2010.3)
- "Torii Beach Salsa Festivale" (tres veces en la producción total)(2010.7)
- 5ª Uchinanchu taikai(2011.10)
- 5ª Giras musicales en Cuba (2013.6)
-Concierto escolar de apoyo terremoto de Tohoku en Fukuchima(2013.10)
- Ami Fes en Taiwán Suming producir (2014.10)
-Taiwán TIFA con el Suming (Chiang Kai-shek)(2015.3)
- "Ajiru" Kachimba Festival Mundial celebró Produce(2015.6)
- Feria de agosto de 2015 en Hong Kong(2015.8)
- "WOMEX" en Hungria (2015.10)
Discografía
-Primer disco "VA A PASAR: Ba pasar" (2001.8)
-"Que Bola!" la liberación (2002.7)
-"Salud" (gran debut en este disco)(2003.7)
-"UNBABO! " (2004.7)
-"Camino" (2005.7)
-"Cielo" (2009.6)
-"Busca la felicidad!" (2011.8)
-"Anettai koukiatsu -anticiclón tropical-" (2014)
- Datos: Q24960885